# Expédition conjointe contre Franklin
Guerre de Sécession
L'expédition conjointe contre Franklin est un engagement conjoint de l’armée de terre et de la marine des États-Unis contre l'armée confédérée pendant la guerre de Sécession. L'expédition est destinée à déplacer les forces de l'Union dans la zone de rassemblement confédéré avant leur départ vers Suffolk en Virginie. Une fois sur place, les forces de l’Union ont prévu de lancer une attaque coordonnée d’infanterie sur deux fronts contre Franklin, avec le soutien de l’artillerie de marine.
Mais des retards de communication poussent la Marine à agir avant que l’infanterie ne soit prête à agir. En conséquence, le 3 octobre 1862 les forces navales de l'Union sur la rivière Blackwater se retrouvent totalement surpassées par les fantassins confédérés et doivent finalement battre en retraite. Cette partie navale de la bataille est également connue comme la bataille de Crumpler's Bluff,.
Peu après, une unité de reconnaissance de l'armée mène un assaut sur la ville qui échoue, car le soutien attendu de la marine alors en retraite ne peut être effectué. Cet assaut manqué coute cinq morts et 21 blessés aux troupes de l'Union. Par la suite, les officiers de l'Union se sont questionnés sur l'utilité des canonnières, incapable selon eux de subvenir à leurs besoins dans le cadre d'une expédition conjointe.

## Contexte

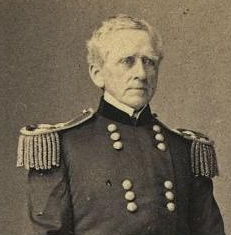
John Adams Dix, organisateur de l'expédition contre Franklin.

En recevant des ordres le 12 septembre 1862, le 4e régiment de cavalerie de la Caroline du Nord de l'armée confédérée quitte immédiatement Garysburg en Caroline du Nord pour Franklin en Virginie, où il arrive tard le lendemain. Là, le 4e de cavalerie, sous le commandement du colonel Dennis Dozier Ferebee, est rejoint par le 52e régiment d'infanterie de Caroline du Nord et l'artillerie de Petersbourg d'Edward Graham ainsi que deux semaines plus tard par le 11e d'infanterie de Caroline du Nord. La première mission majeure du 4e de cavalerie consiste à construire un pont flottant sur la rivière Blackwater à proximité de Franklin afin de remplacer le pont de la Seaboard and Roanoke Railroad (en) et ainsi faciliter le transfert vers l'est des hommes et du matériel vers Franklin. Le colonel Ferebee rapporte que le pont est terminé le 18 septembre.
Une petite force de cavalerie de l'armée de l'Union est stationnée à Suffolk en Virginie, sous le commandement du major-général John J. Peck (en). Le 23 septembre, Peck envoie le colonel Samuel Perkins Spear effectuer une reconnaissance de Franklin et des Confédérés. Spear rapporte à Peck au la présence du pont de remplacement confédéré capable de soutenir des pièces d'artillerie, ainsi que d'une concentration de troupes confédérées estimées de 10 000 à 12 000 hommes,. Peck transmet cette information à son commandant, le major général John Adams Dix, qui décide d'organiser une double mission pour chasser l'ennemi de Franklin et détruire le pont flottant avec une attaque de conjointe de l'armée de terre et de la marine de l'Union.
Le général Dix demande l'appui naval de l'Union au contre-amiral Samuel Phillips Lee. Lee, à son tour, envoie des ordres au lieutenant commander C. W. Flusser, l'ordonnant de donner toute l'assistance nécessaire au général. Trois ferry à vapeur de l'Union Navy stationnés dans la baie d'Albemarle sont envoyés, : l'USS Commodore Perry (en) commandé par le lieutenant commander Flusser, l'USS Hunchback (en) commandé par le lieutenant Edmund Colhoun (en) et l'USS Whitehead (en) commandé par le Master (naval) (en) Charles A. French.
Agissant sur des renseignement fournis par des éclaireurs de l'Union donnant les positions confédérées à Franklin, les deux généraux Peck et Dix estiment qu'il est plus sage d'attendre l'assaut commun. Malheureusement, parce que le messager de Dix arrive cinq heures en retard, le commandant Flusser ne reçoit pas l'information que les forces retardent leur action jusqu'aux environs du 10. Peck, cependant, ordonne qu'une mission de reconnaissance soit entreprise dans la région. À 21h00 le 2 octobre, le colonel Spear quitte Suffolk avec 1 300 soldats, une section d'artillerie, et ordonne de surveiller Franklin et de déterminer l'étendue des forces confédérées au sud de Suffolk,,.

## La bataille

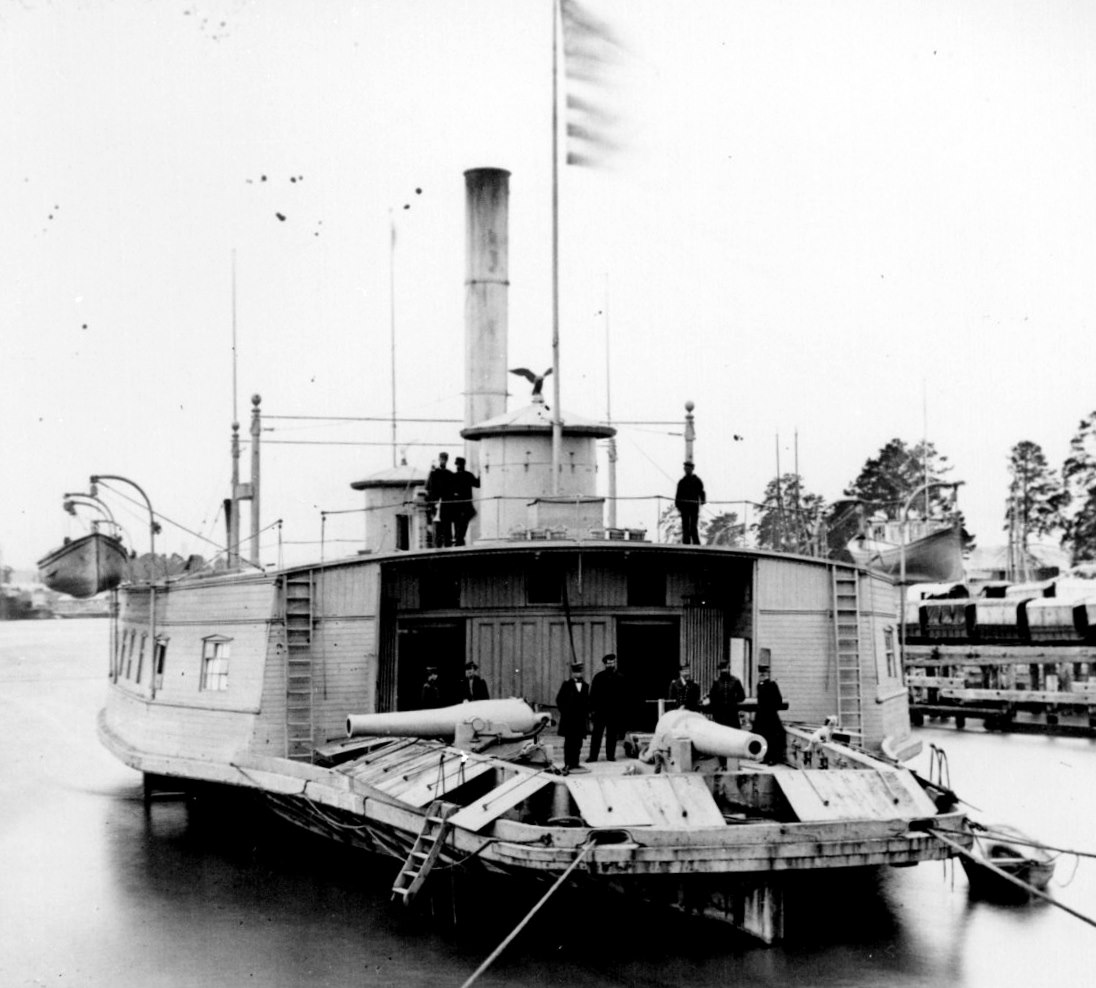
L' en 1864.

Le soir du 2 octobre, des éclaireurs confédérés observent les trois bateaux qui attendent autour de South Quay en Virginie, à environ 4,8 km en aval de Franklin,. À 5h45 le lendemain, les trois navires commencent à se diriger vers la ville en bombardant les rives voisines. L'attaque est dirigée par le Commodore Perry, suivie par le Whitehead et le Hunchback. Alors que l'Union bombarde les rives de la Blackwater, les troupes confédérées commencent à se répartir et se dissimuler le long du fleuve. Une partie du 4e de cavalerie de Caroline du Nord met pied à terre sous les ordres du colonel James K. Marshall (en) du 52e, et se positionne avec ses hommes sur les falaises de Crumpler et de ses environs pour tirer sur les bateaux. Le colonel Ferebee avec lieutenant Ruffin prennent en charge le reste du 4e de Cavalerie et démontent derrière les arbres et les buissons le long des rives de la Blackwater. Selon un officier de marine de l'Union, les forces confédérées le long de la Blackwater incluent également des irréguliers sans uniforme et des Afro-Américains.
À 7 heures du matin, à environ 1,2 kilomètre de Franklin, le Commodore Perry subit le feu des forces confédérées le long de la rivière et depuis les falaises. Comme le Commodore Perry est trop près pour utiliser ses canons de gros calibres, le commandant Flusser ordonne à ses marins de s'abriter du mieux qu'ils peuvent pendant que le navire essaie de passer devant l'ennemi. Malheureusement, en raison de l'étroitesse du virage, le Commodore Perry s'échoue. Le lieutenant Ruffin et ses hommes sont si près du navire qu'ils ont plus tard prétendu avoir entendu les officiers de Perry maudire leurs marins enrôlés. Finissant par se libérer, le Commodore Perry double le virage et manœuvre afin de fournir un tir de couverture permettant au Whitehead et au Hunchback de suivre. Le bombardement combiné des trois navires contraint le lieutenant Ruffin et son détachement à se retirer des rives de la rivière. Cependant, l'avancée des trois navires est bientôt bloquée par une barricade sur la rivière. Bien que la barricade puisse être démolie par les hommes du commandant Flusser, ces derniers ne peuvent rien tenter en raison du terrible feu auquel ils sont exposés. Tout en continuant à attaquer la Confédération avec leurs boîtes à mitraille, leurs canons de 32 livres, leurs canons de campagne et leurs mousquets, les trois navires sont contraints d'attendre devant le barrage en espérant l'arrivée des forces d'infanterie du général Dix.
À 10h15, le commandant Flusser ordonne de se replier du barrage et de rebrousser chemin. Les trois navires demeurent sous le feu nourri des Confédérés depuis de multiples angles jusqu'à entre 14h30 et 15h30,. Une autre barricade, constituée d'arbres abattus, mais inachevée ne peut empêcher les navires de passer en force à toute vapeur. Flusser a estimé par la suite que cette nouvelle barricade aurait été infranchissable si les bateaux étaient restés attendre quelques autres heures supplémentaires, les forces du général Dix.
Le colonel Spear arrive lui vers 13h00, et anticipant le soutien des canonnières, car n'ayant pas connaissance de leur repli, les fantassins de l'Union ouvrent les hostilités avec les Confédérés à Franklin. Après six heures de combat, à court de munitions, réalisant qu'il ne peut compter que sur 1 300 hommes et non sur les 1 700 à 2 000 hommes qu'il avait espérés, et perdant notamment deux tireurs à la faveur des Confédérés, Spear prend la décision de retirer ses forces de Franklin. Les troupes de l'Union se replient alors vers Suffolk abandonnant une pièce d'artillerie, quelques manteaux et un cheval,,. À son retour dans la baie d'Albemarle, le commandant Flusser envoie le Hunchback à Plymouth pour enterrer ses marins morts et l'USS Emily (en) pour transporter les blessés vers l'hôpital de Norfolk.

## Conséquences

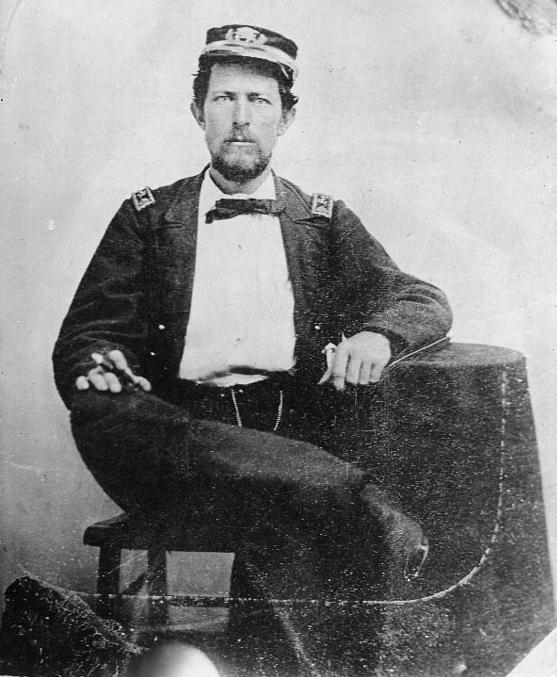
Le lieutenant-commander Flusser en 1864.

Les forces confédérées autour de Franklin ont réussi à fixer les navires de l'Union puis à les contraindre au repli. De son côté, l'Union Navy n'a perdu aucun navire, mais elle dénombre quatre morts et 15 blessés. L'Union Army déplore, elle, un décès et six blessés, quand le général Dix estime les pertes ennemies comprises entre 70 et 100 hommes,. Pour les Confédérés, c'est la première action de combat du 4e de Cavalerie ce qui donne confiance au Colonel Ferebee et à ses hommes. Ces derniers et les autres forces confédérées à Franklin passent le reste du mois d'octobre 1862 à surveiller les forces de l'Union de l'autre côté de la rivière. Après le bombardement de l'Union, la plupart des civils de Franklin quitte la ville, la laissant entre les mains des soldats confédérés jusqu'à la capitulation du général Lee en avril 1865. L'expédition conjointe contre Franklin est décrite comme le seul combat d'importance à se produire dans le comté de Southampton en Virginie, pendant la guerre.
Pour leurs services distingués dans la bataille, les soldats de l'Union : Thomas Barton (en), John Breen (en), James H. Burbank (en), Daniel Lakin (en), Alfred Peterson, Edwin Smith (en) et John Williams (en) reçoivent la Medal of Honor,. Dans son rapport sur l'expédition conjointe contre Franklin, le contre-amiral Lee déclare: « Le ministère considère que le lieutenant-commandant Flusser (officier supérieur présent) a fait preuve de sa bravoure habituelle et que les officiers et les équipages des trois canonnières ont fait leurs mieux, dans des circonstances très difficiles ».
Dans son rapport à l'amiral Lee du 6 octobre 1862, le lieutenant-commander Flusser qualifie ses pertes de lourdes et estime que c'était de « la folie de combattre ces gens sur les rives où ils ont tous les avantages » et qu'il ne pouvait pas être plus utile aux forces de l'armée de terre. À la suite de cette opération, les officiers de la marine et de l'armée de terre laissent entendre que la cause de l'échec se trouve dans la mauvaise coopération interarmées. L'amiral Lee écrit au secrétaire à la Marine des États-Unis, Gideon Welles, que « là où la situation ne permet pas [...] aux canonnières de se protéger, elles ne peuvent pas aider l'armée de terre ». En outre, le général Peck écrit au général Dix en disant : « Il y a une grande incertitude dans les opérations avec des canonnières ».